# Hungaroring

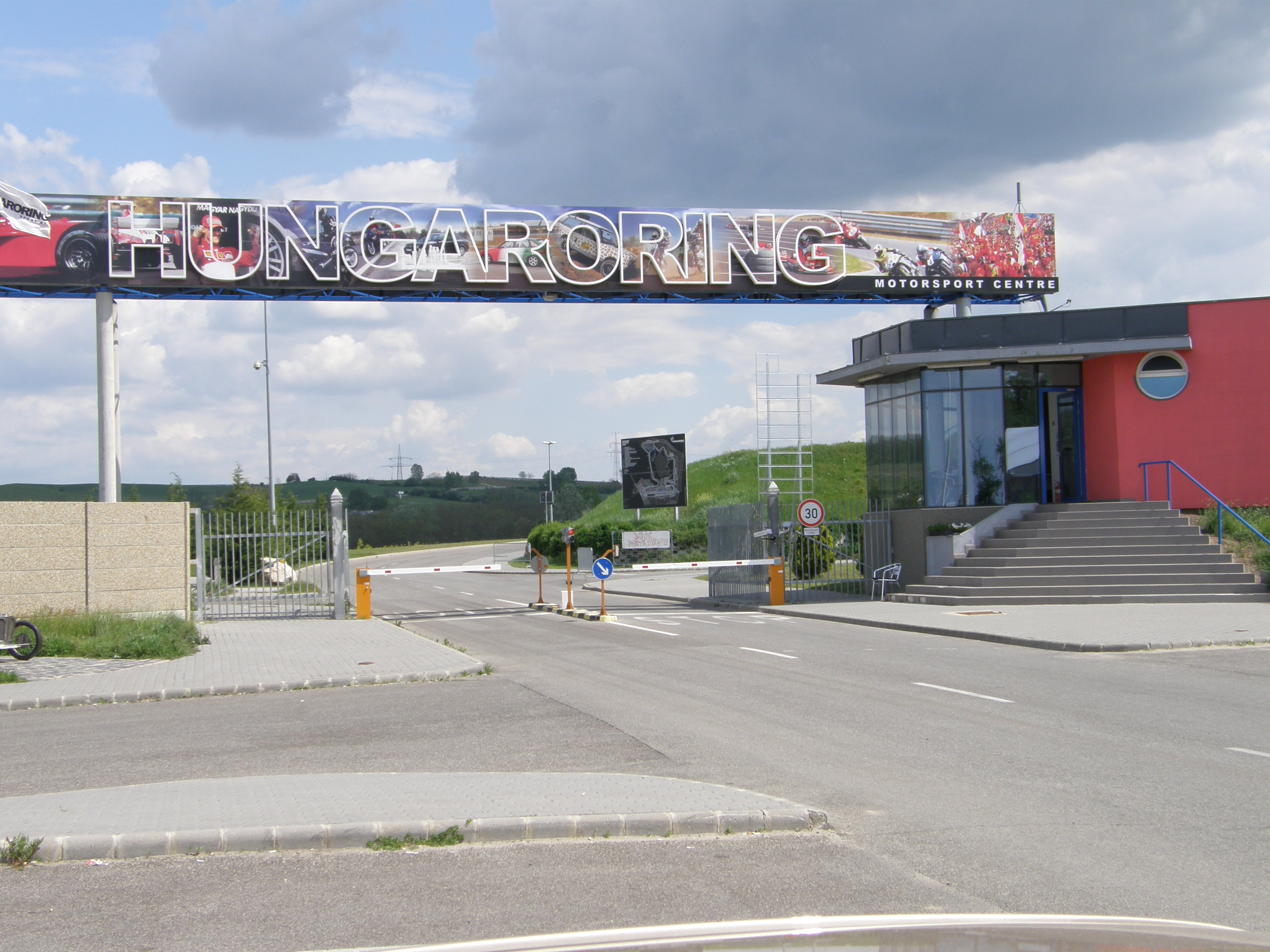
Hungaroring – brama główna

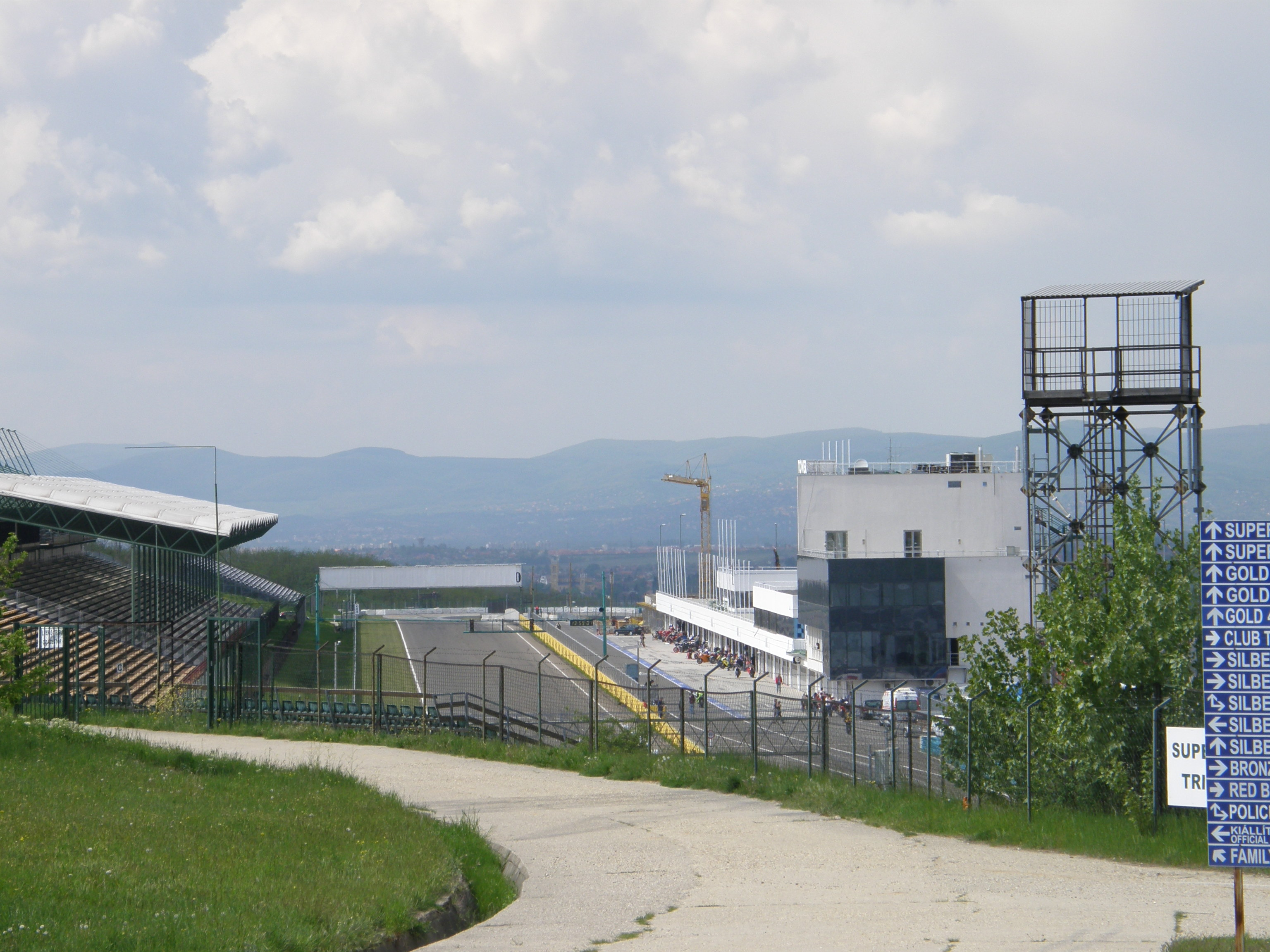
Hungaroring – widok na prostą startową

Hungaroring – tor Formuły 1 położony w Mogyoródzie, 7 km od Budapesztu. Odbywa się na nim Grand Prix Węgier.
Liczba okrążeń w wyścigu 70. Długość okrążenia wynosi 4,381 km, a dystans do przejechania podczas wyścigu to 306,663 km. Rekord okrążenia ustanowił Lewis Hamilton (Mercedes, 2020). Wynosi on 1:13.447.

## Historia
Hungaroring był pierwszym torem Formuły 1, zbudowanym za żelazną kurtyną. Pomysł budowy toru zrodził na początku lat osiemdziesiątych XX wieku, kiedy Bernie Ecclestone prezydent i szef Formula One Administration, chciał zorganizować Grand Prix w którymś z państw bloku wschodniego: Związku Radzieckim, Chinach, lub Jugosławii.
Negocjacje z tymi krajami nie przyniosły jednak żadnego efektu. Przełom nastąpił w roku 1983, gdy pochodzący z Węgier specjalista od reklamy, Thomas Rohonyi, współpracujący z organizatorami Grand Prix Brazylii Formuły 1, zwrócił uwagę Ecclestone’a na Budapeszt.
Komunistyczne władze Węgier początkowo rozważały możliwość urządzenia wyścigu na tymczasowym torze ulicznym, ale szybko zdecydowano, że najlepszym projektem będzie budowa toru wyścigowego w położonej 19 kilometrów od Budapesztu Dolinie Trzech Źródeł. Za tą lokalizacją przemawiała ponadto przebiegająca nieopodal autostrada M3, która zapewniała szybkie połączenie ze stolicą Węgier.
István Papp zaprojektował tor w taki sposób, by prawie z każdego miejsca zapewnić widzom możliwość obserwowania, co dzieje się na całym obiekcie (widać 80% toru). Budowa toru zakończyła się po ośmiu miesiącach od podpisania kontraktu.
Na pierwsze zawody w dniu 10 sierpnia 1986 przybyło blisko 200 000 kibiców, mimo tego, że cena biletu przewyższała wtedy kilkukrotnie średnie wynagrodzenie na Węgrzech.
Tor jest wąski i kręty, a przez to bardzo trudny technicznie. Wyprzedzanie jest możliwe praktycznie tylko na końcu prostej startowej.
Pierwsze zwycięstwo na nowym torze Hungaroring odniósł Nelson Piquet z zespołu Williams-Honda.
W lutym 2009 roku oddano dodatkową trybunę, której patronem jest Robert Kubica – Kubica Grandstand.
W 2016 roku kontrakt na organizację Grand Prix został przedłużony do 2026 roku.
W trakcie weekendu wyścigowego w 2023 roku ogłoszono kolejne przedłużenie umowy na organizację Grand Prix do roku 2032.

## ZwycięzcyGrand Prix Węgier Formuły 1na torze Hungaroring
| Sezon | Kierowca           | Zespół                     |        |
| ----- | ------------------ | -------------------------- | ------ |
| 2024  | Oscar Piastri      | McLaren-Mercedes           | Wyniki |
| 2023  | Max Verstappen     | Red Bull Racing-Honda RBPT | Wyniki |
| 2022  | Max Verstappen     | Red Bull Racing-RBPT       | Wyniki |
| 2021  | Esteban Ocon       | Alpine-Renault             | Wyniki |
| 2020  | Lewis Hamilton     | Mercedes                   | Wyniki |
| 2019  | Lewis Hamilton     | Mercedes                   | Wyniki |
| 2018  | Lewis Hamilton     | Mercedes                   | Wyniki |
| 2017  | Sebastian Vettel   | Ferrari                    | Wyniki |
| 2016  | Lewis Hamilton     | Mercedes                   | Wyniki |
| 2015  | Sebastian Vettel   | Ferrari                    | Wyniki |
| 2014  | Daniel Ricciardo   | Red Bull Racing-Renault    | Wyniki |
| 2013  | Lewis Hamilton     | Mercedes                   | Wyniki |
| 2012  | Lewis Hamilton     | McLaren-Mercedes           | Wyniki |
| 2011  | Jenson Button      | McLaren-Mercedes           | Wyniki |
| 2010  | Mark Webber        | Red Bull Racing-Renault    | Wyniki |
| 2009  | Lewis Hamilton     | McLaren-Mercedes           | Wyniki |
| 2008  | Heikki Kovalainen  | McLaren-Mercedes           | Wyniki |
| 2007  | Lewis Hamilton     | McLaren-Mercedes           | Wyniki |
| 2006  | Jenson Button      | Honda                      | Wyniki |
| 2005  | Kimi Räikkönen     | McLaren-Mercedes           | Wyniki |
| 2004  | Michael Schumacher | Ferrari                    | Wyniki |
| 2003  | Fernando Alonso    | Renault                    | Wyniki |
| 2002  | Rubens Barrichello | Ferrari                    | Wyniki |
| 2001  | Michael Schumacher | Ferrari                    | Wyniki |
| 2000  | Mika Häkkinen      | McLaren-Mercedes           | Wyniki |
| 1999  | Mika Häkkinen      | McLaren-Mercedes           | Wyniki |
| 1998  | Michael Schumacher | Ferrari                    | Wyniki |
| 1997  | Jacques Villeneuve | Williams-Renault           | Wyniki |
| 1996  | Jacques Villeneuve | Williams-Renault           | Wyniki |
| 1995  | Damon Hill         | Williams-Renault           | Wyniki |
| 1994  | Michael Schumacher | Benetton-Ford              | Wyniki |
| 1993  | Damon Hill         | Williams-Renault           | Wyniki |
| 1992  | Ayrton Senna       | McLaren-Honda              | Wyniki |
| 1991  | Ayrton Senna       | McLaren-Honda              | Wyniki |
| 1990  | Thierry Boutsen    | Williams-Renault           | Wyniki |
| 1989  | Nigel Mansell      | Ferrari                    | Wyniki |
| 1988  | Ayrton Senna       | McLaren-Honda              | Wyniki |
| 1987  | Nelson Piquet      | Williams-Honda             | Wyniki |
| 1986  | Nelson Piquet      | Williams-Honda             | Wyniki |